# 布里奈 (涅夫勒省)
布里奈（法語：Brinay，法語發音：[bʁinɛ]）是法国涅夫勒省的一个市镇，位于该省中部，属于希农堡（城）区。

## 地理
布里奈（47°0'24"N, 3°41'43"E）面积15.9 平方千米，位于法国勃艮第-弗朗什-孔泰大區涅夫勒省，该省份为法国中部省份，北至约讷省，西北接卢瓦雷省，西接谢尔省，南至阿列省，东南接索恩-卢瓦尔省，东临科多尔省。
与布里奈接壤的市镇（或旧市镇、城区）包括：巴祖瓦地区唐奈、阿吕、比什、巴祖瓦地区沙蒂隆、利芒通、莫村。

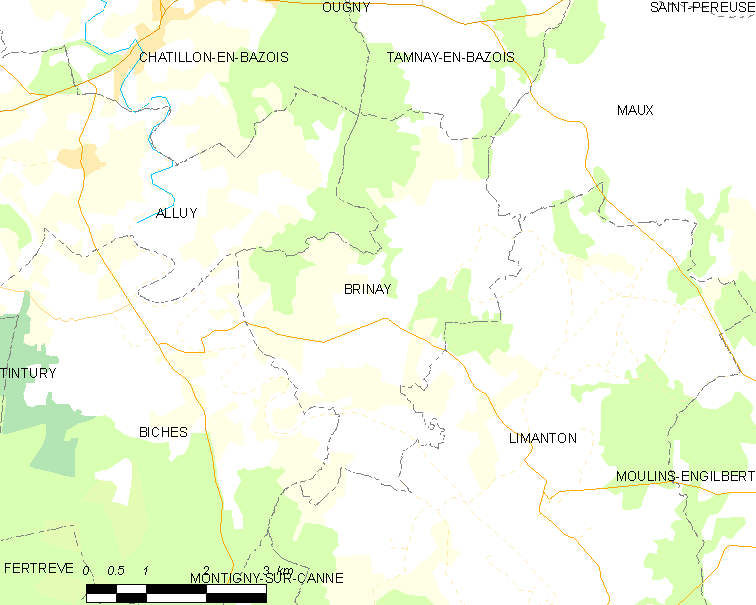
的OSM定位图

布里奈的时区为UTC+01:00、UTC+02:00（夏令时）。

## 行政
布里奈的邮政编码为58110，INSEE市镇编码为58040。

## 政治
布里奈所属的省级选区为希农堡县。

## 人口

1962-2008年间人口变化图示

布里奈于2022年1月1日时的人口数量为145人。